# ژان-کلود ون دام
ژان-کلود وَن دام (به انگلیسی: Jean-Claude Van Damme) با نام شناسنامه‌ای ژان-کلود کمیل فرانسوا ون ورنبرگ (متولد: ۱۸ اکتبر ۱۹۶۰ در بروکسل) رزمی‌کار، بازیگر و فیلم‌ساز و طراح مبارزه بلژیکی تبار است. در بروکسل، بلژیک زاده شد و در سن ده سالگی پدرش او را در کلاس‌های هنرهای رزمی ثبت نام کرد که منجر به شرکت ون دام در چندین مسابقه شد. با آرزوی بازیگر شدن، در سال ۱۹۸۲ به آمریکا نقل مکان کرد و در آنجا کارهای عجیب و غریب انجام داد و در چندین فیلم کار کرد تا اینکه به عنوان نقش اول در فیلم رزمی رینگ خونین (۱۹۸۸) درخشید. از دیگر آثار برجسته او می‌توان فیلم‌های: سایبورگ (۱۹۸۹)، کیک‌بوکسور (۱۹۸۹)، شیردل (۱۹۹۰)، ضربه دوجانبه (۱۹۹۱)، سرباز جهانی (۱۹۹۲)، هدف سخت (۱۹۹۳)، پلیس زمان (۱۹۹۴) ،مرگ ناگهانی (۱۹۹۵)، لژیونر (۱۹۹۸)، در جهنم (۲۰۰۳) اشاره کرد. پس از یک افول، ون دام با فیلم جی‌سی‌وی‌دی (۲۰۰۸) که مورد تحسین منتقدان قرار گرفت، تا حدی به شهرت بازگشت. از آن پس ون دام به بازی در فیلم‌های اکشن و ایفای نقش‌های فرعی در فیلم‌های مانند بی‌مصرف‌ها ۲ (۲۰۱۲)، چشمان اژدها (۲۰۱۲)، به جنگل خوش آمدید (۲۰۱۳)، کیک‌بوکسور انتقام‌جو (۲۰۱۶) و ما جوان می‌میریم (۲۰۱۹) ظاهر شد. در سال ۲۰۲۴ در فیلم همه‌شان را بکش ۲ او با ستاره سینمای هند ژاکلین فرناندز هم‌ بازی شد.
فیلم‌های او که به‌عنوان نماد سینمای اکشن و هنرهای رزمی در نظر گرفته می‌شود، بیش از یک میلیارد دلار در سرتاسر جهان فروخته‌اند و او را به یکی از موفق‌ترین ستاره‌های اکشن تمام دوران تبدیل کرده‌اند. در سال ۲۰۲۰، او به تالار مشاهیر موزه تاریخ هنرهای رزمی معرفی شد. ون دام در خارج از دوران حرفه‌ای خود به عنوان یک هنرمند رزمی و هنرپیشه، علناً از اهداف مختلف حفاظت از محیط زیست و سازمان‌های حقوق حیوانات حمایت کرده است.

## نوجوانی و تحصیل
ون دام در ۱۸ اکتبر ۱۹۶۰ در سینت-آگاتا-برخم، بروکسل، بلژیک، متولد شد. پدرش، حسابدار و گلفروش بود. و اهل بروکسل و دو زبانه و مادرش فلاندری (زبان فلامان) است. ون دام بزرگ شده کاتولیک رومی بود. مادربزرگ پدری او یهودی بود.
او هنرهای رزمی را در ده سالگی آغاز کرد و توسط پدرش در مدرسه کاراته شوتوکان ثبت نام کرد. سبک‌های او شامل کاراته، شوتوکان و کیک‌بوکسینگ است. او در نهایت کمربند سیاه خود را در ۱۸ سالگی در کاراته به دست آورد. او شروع به وزنه زدن برای بهبود فیزیک خود کرد، که در نهایت منجر به کسب عنوان آقای بلژیک در بدنسازی شد. در ۱۶ سالگی به باله پرداخت و به مدت پنج سال در آن تحصیل کرد. به گفته ون دام، باله "یک هنر است، اما یکی از سخت‌ترین ورزش‌ها نیز هست. اگر بتوانید از تمرین باله جان سالم به در ببرید، می‌توانید از تمرین در هر ورزش دیگری جان سالم به در ببرید.

## هنرهای رزمی
در سن ۱۱ سالگی ژان کلود به مرکز ملی کاراته  در بلژیک پیوست. وی به مدت چهار سال در این رشته فعالیت کرد و توانست برای تیم کاراته بلژیک عناوینی را کسب کند. سپس فعالیت خود را به هنرهای رزمی دیگر همچون کیک‌بوکسینگ و فول‌کونتاکت کاراته گسترش داد و هم چنین نینجوتسو و موای تای کار حرفه ای نیز بوده است.

### فعالیت کاراته
ون دام در سن ۱۵ سالگی شروع به شرکت در مسابقات کاراته کرد. وی توانست رکوردهای خوبی از خود به جای بگذارد که از آن جمله می‌توان به رکورد ۴۴ پیروزی و تنها ۴ شکست در مسابقاتش اشاره نمود.
ون دام در ۲۷ دسامبر ۱۹۷۹ موفق شد با عضویت در تیم کاراته بلژیک، قهرمانی مسابقات کاراته اروپا را به‌دست آورد.
همچنین در مسابقات قهرمانی دیگر، وی در یک‌سری مسابقات سه‌روزه موفق شد ۲۵ حریف خود را شکست دهد ولی به دلیل این‌که بازی آخر را باخت، به جایگاه دوم رتبه‌اش کاهش پیدا کرد.

### کیک‌بوکسینگ و فول‌کنتاکت کاراته
فعالیت وی در فول کنتاکت کاراته از سال ۱۹۷۷ شروع شد. از همین سال تا ۱۹۸۲ وی موفق شد رکورد ۱۸ پیروزی (ناک‌اوت) و یک شکست را ثبت کند. در طول فعالیت ۵ ساله او در این رشته، ون دام تنها یک‌بار شکست خورد. وی در سال ۱۹۸۲ خود را از مسابقات بازنشسته کرد.
ژان-کلود ون دام قرار بود در سال ۲۰۰۹ با سامروک کامسینگ دارنده ۲ مدال المپیک کیک بوکس در سطح حرفه‌ای مسابقه دهد که این مسابقه بعد از بارها به تعویق افتادن هرگز برگزار نشد و اکنون نیز ژان کلود ون دام یکی از بهترین رزمی کارهای هالیوود است.

## بنای یادبود
رونمایی از مجسمه ون دام

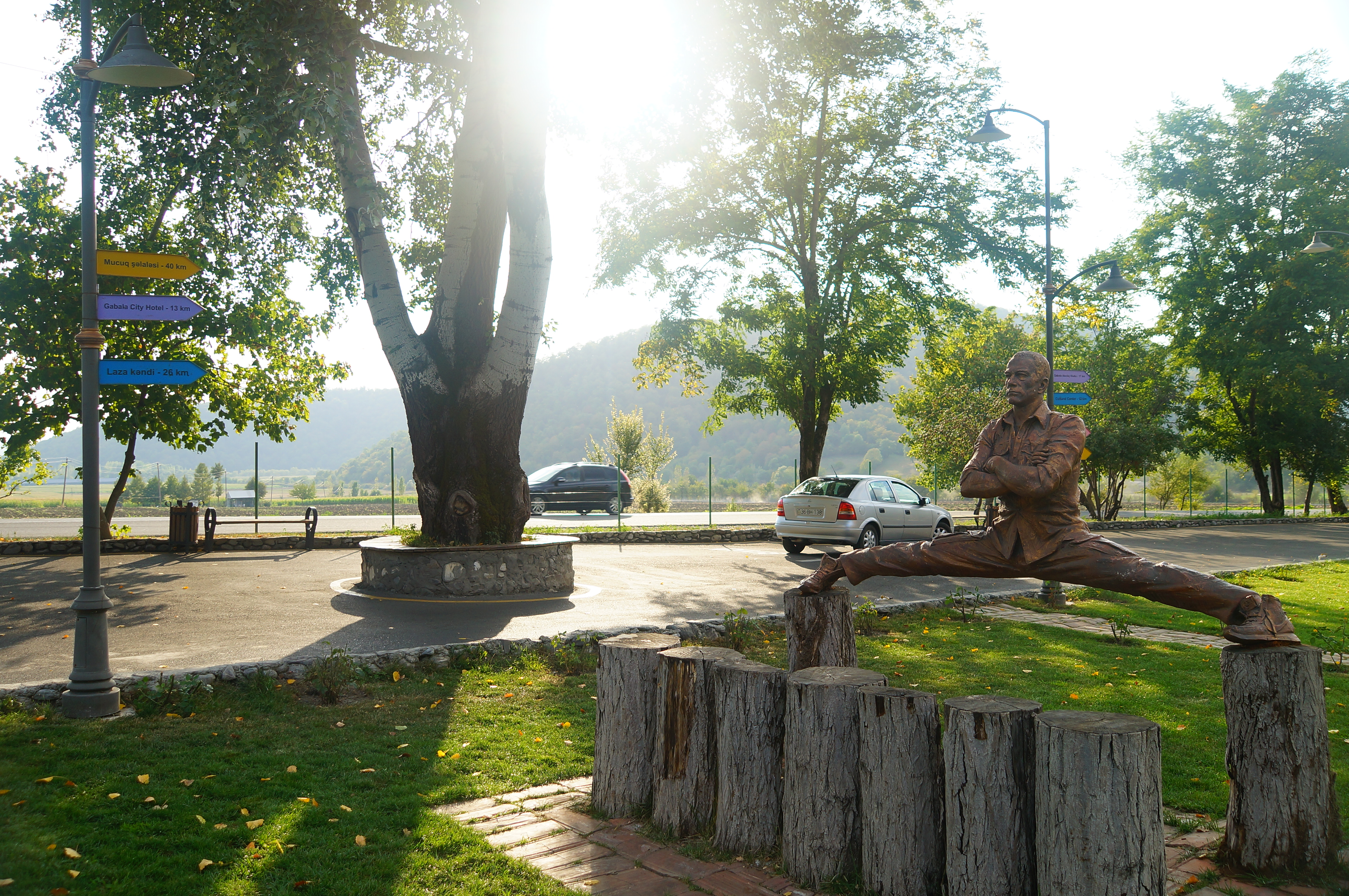
بنای یادبود ون دام، واقع در روستای وندام آذربایجان

در بلژیک در سال ۲۰۱۲ از مجسمه این بازیگر رونمایی شد. این اثر هنری که تجسمی از عضله‌های او در یکی از ژست‌های او از کیک‌بوکسور (فیلم ۱۹۸۹) به تصویر می‌کشد. این رونمایی در بلوار《سیلوین دوپویس》برگزار شد و ون دام، والدینش، وزیر فرهنگ والونیا-بروکسل و نزدیک به ۲۰۰۰ هوادار در آن حضور داشتند. ون دام گفت که این مجسمه «نماینده رؤیای یک بچه بروکسلی» است و «برای همه کودکانی است که چیزی می‌خواهند» و افزود که «اگر به چیزی به اندازه کافی و قوی اعتقاد داشته باشید، آن چیز می‌تواند محقق شود.»
مجسمه ون دام در جمهوری آذربایجان، شهرستان قبله در سال ۲۰۱۹ بنای یادبود ون دام در روستای وندام آذربایجان به دلیل شباهت نام روستا با نام وان دام نصب شد. این بازیگر متعاقباً پستی را در حساب کاربری خود در فیس بوک منتشر کرد و از مسئولان تشکر کرد.

## زندگی شخصی

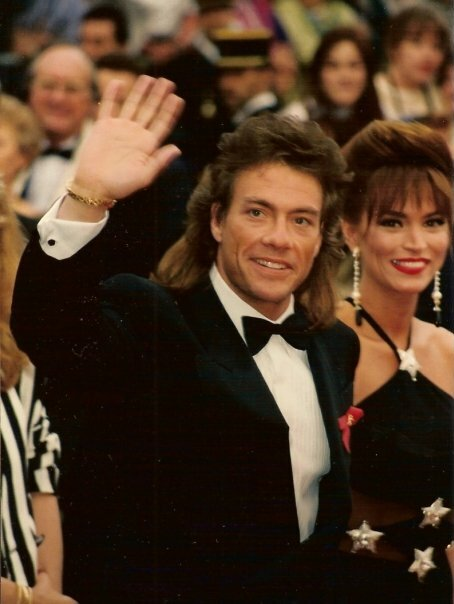
ژان کلود ون دام و همسر سابقش دارسی لاپیر در جشنواره بین‌المللی فیلم کن ۱۹۹۳

طبق توضیحات ون دام او در اواسط دهه ۱۹۹۰، به دلیل استرس ناشی از فیلمبرداری و تبلیغ مداوم فیلم‌هایش او را به عادت کوکائین سوق داد که تا سال ۱۹۹۶ در هفته تا ۱۰۰۰۰ دلار و تا ۱۰ گرم در روز مصرف می‌کرد.
او به دلیل رانندگی تحت تأثیر دارو و الکل در سال ۱۹۹۹ دستگیر شد. تلاش‌ها برای بازپروری مواد مخدر ناموفق بود، او برای رفع اعتیاد خود از طریق ترک به ورزش و بوقلمون سرد متوسل شد. در سال ۱۹۹۸ او مبتلا به اختلال دوقطبی تشخیص داده شد. در سال ۲۰۱۱، او در برنامه رئالیتی شوی بریتانیایی ژان کلود ون دام: پشت درب‌های بسته دربارهٔ این وضعیت صحبت کرد و گفت: «گاهی اوقات از من خوشت می‌آید و گاهی اوقات از من متنفر می‌شوی. اما چه کنم؟ من کامل نیستم… من یک دوقطبی افراطی هستم، و برای این دارو مصرف می‌کنم… وقتی جوان بودم، از آن حالات نوسان خلقی رنج می‌بردم. صبح، [وقتی] به مدرسه می‌رفتم، آسمان آبی بود و برای من آسمان سیاه بود، خیلی غمگین بودم».
ون دام پنج بار با چهار زن مختلف ازدواج کرده‌است. او با همسر سوم خود، بدنساز گلادیس پورتوگس، ازدواج کرده بود که با او دارای دو فرزند کریستوفر ون وارنبرگ (متولد ۱۹۸۷) و بیانکا بری (متولد ۱۹۹۰) بود، تا اینکه در سال ۱۹۹۲ با دارسی لاپیر، بازیگر زن، رابطه عاشقانه آغاز کرد. او در فوریه ۱۹۹۴ ازدواج کرد. از این ازدواج صاحب یک پسر به نام نیکلاس (متولد ۱۰ اکتبر ۱۹۹۵) شدند. در همان سال او با همبازی خود در مبارز خیابانی (فیلم ۱۹۹۴)، کایلی مینوگ در طول فیلمبرداری آن فیلم در تایلند رابطه نامشروع داشت. لاپیر، که در آن زمان از پسرشان باردار بود، از این رابطه آگاه نشد تا اینکه ون دام به‌طور علنی در سال ۲۰۱۲ آن را اعتراف کرد.

## جنجال‌ها

### شکایت فرانک داکس
در سال ۱۹۹۷، فرانک داکس رزمی‌کاری که ون دام در رینگ خونین (۱۹۸۸) نقش او را بازی می‌کرد، علیه ون دام به‌خاطر ۵۰ هزار دلار به‌خاطر همکاری در نویسندگی و مشاوره‌ای که داکس در فیلم «هدف نهایی» در سال ۱۹۹۶ انجام داد، شکایت کرد. طبق این دادخواست، داکس همچنین ون دام را به دروغگویی به مردم در مورد سابقه رزمی‌اش در هنرهای رزمی متهم کرد و اظهار داشت که وقتی داکس در حالی که ون دام برای امرار معاش مشکل مالی داشت، ون دام را آموزش می‌داد، ون دام فاقد مهارت‌های هنرهای رزمی بود. مارتین سینگر، وکیل ون دام، پاسخ داد: «سوابقی وجود دارد که توانایی او را در هنرهای رزمی ثابت می‌کند. کافیست فقط به فیلم‌های او نگاه کنید. او این نقش‌ها را با توانایی خود ایفا کرد، او بدلکاری ندارد که این کار را بکند.»

### حادثه استیون سیگال
در سال ۲۰۰۸، سیلوستر استالونه بازیگر به مجله بریتانیایی اف‌اچ‌ام اعلام کرد که "در یک مهمانی در خانه من در میامی در سال ۱۹۹۷، ون دام از این که استیون سیگال ادعا می‌کرد می‌تواند لگد بزند خسته شده بود، بنابراین سیگال را به بیرون در حیاط پشتی من پیشنهاد داد." به گفته استالونه، سیگال بهانه‌های خود را آورد و رفت در حالی که ون دام او را در یک کلوپ شبانه ردیابی کرد و دوباره او را به چالش کشید. استالونه با بیان این که "ون دام خیلی قوی بود. سیگال هیچ‌کدام را نپذیرفت به پایان رسید.

### رویداد قدیروف
در اکتبر ۲۰۱۱، ون دام به همراه دیگر افراد مشهور از جمله هیلاری سوانک، ونسا-می و سیل (خواننده) مورد انتقاد گروه‌های حقوق بشری قرار گرفت زیرا در مراسمی در گروزنی پایتخت چچن در سی و پنجمین سالگرد تولد رمضان قدیروف، رئیس‌جمهور چچن شرکت کردند. گروه‌های حقوق بشر که از افراد مشهور خواسته بودند به دلیل سوء استفاده‌هایی که در زمان قدیروف انجام شده بود از حضور خود در این مراسم صرف نظر کنند، از حضور افراد مشهور در این مراسم انتقاد کردند. دیده‌بان حقوق بشر بیانیه‌ای منتشر کرد که در آن گفت: "رمضان قدیروف با یک سری از نقض‌های وحشتناک حقوق بشر مرتبط است. گرفتن دستمزد برای پارتی با او برای ستاره‌ها نامناسب است و دریافت پول برای حضور در چنین نمایش مجللی. در چچن، رنج قربانیان بی شماری از نقض حقوق بشر در آنجا را بی‌اهمیت جلوه می‌دهد.

## فیلم‌شناسی
| سال میلادی  | سال شمسی | نام فیلم                   | نقش                      | نکات مهم                                               |
| ----------- | -------- | -------------------------- | ------------------------ | ------------------------------------------------------ |
| ۱۹۸۴        | ۱۳۶۳     | موناکو برای همیشه          | مرد کاراته باز           | فیلم کوتاه                                             |
| ۱۹۸۴        | ۱۳۶۳     | عملیات جنگی                | سیاهی‌لشکر                | بدل‌کار                                                 |
| ۱۹۸۶        | ۱۳۶۵     | نه سازش، نه تسلیم          | ایوان کراچینسکی          | نقش منفی                                               |
| ۱۹۸۸        | ۱۳۶۷     | رینگ خونین                 | فرانک داکس               | اولین نقش اول                                          |
| ۱۹۸۸        | ۱۳۶۷     | عقاب سیاه                  | آندره                    | نقش منفی فیلم                                          |
| ۱۹۸۹        | ۱۳۶۸     | سایبورگ                    | گیبسون ریکنبرکر          | تدوین‌گر                                                |
| ۱۹۸۹        | ۱۳۶۸     | کیک‌بوکسور                  | کورت اسلون               | نویسنده و هماهنگ‌کننده مبارزهای فیلم                    |
| ۱۹۹۰        | ۱۳۶۹     | حکم مرگ                    | لوئس برک                 |                                                        |
| ۱۹۹۰        | ۱۳۶۹     | شیردل                      | (سرباز فراری) لیون گلتیر | نویسنده و هماهنگ‌کننده مبارزهای فیلم                    |
| ۱۹۹۱        | ۱۳۷۰     | ضربه دوجانبه               | آلکس و چاد               | دو نقش، تهیه‌کننده، نویسنده و دومین همکاری با بلو یانگ. |
| ۱۹۹۲        | ۱۳۷۱     | سرباز جهانی                | لوک دوراکس               | اولین همکاری با دولف لاندگرن.                          |
| ۱۹۹۳        | ۱۳۷۲     | آخرین حرکت قهرمان          | خودش                     | حضور افتخاری (۱۵ ثانیه)                                |
| ۱۹۹۳        | ۱۳۷۲     | راهی برای فرار نیست        | سام گیلن                 |                                                        |
| ۱۹۹۳        | ۱۳۷۲     | هدف سخت                    | شانس بوترو               |                                                        |
| ۱۹۹۴        | ۱۳۷۳     | پلیس زمان                  | مکس والکر                | دو نقش                                                 |
| ۱۹۹۴        | ۱۳۷۳     | مبارز خیابانی              | سرهنگ ویلیام اف. گیل     |                                                        |
| ۱۹۹۵        | ۱۳۷۴     | مرگ ناگهانی                | دارن مک کورد             |                                                        |
| ۱۹۹۶        | ۱۳۷۵     | نهایت خطر                  | آلن / میخائیل مورو       | دو نقش                                                 |
| ۱۹۹۶        | ۱۳۷۵     | هدف نهایی                  | کریستوفر دوبویس          | کارگردان، نویسنده                                      |
| ۱۹۹۷        | ۱۳۷۶     | تیم دو نفره                | جک کویین                 |                                                        |
| ۱۹۹۸        | ۱۳۷۷     | تقلب                       | مارکوس ری                |                                                        |
| ۱۹۹۸        | ۱۳۷۷     | لژیونر                     | آلن لفور                 | نویسنده، تهیه‌کننده                                     |
| ۱۹۹۹        | ۱۳۷۸     | سرباز جهانی: بازگشت        | لوک دوراکس               | تهیه‌کننده                                              |
| ۱۹۹۹        | ۱۳۷۸     | دوزخ                       | ادی لومکس                | تهیه‌کننده                                              |
| ۲۰۰۱        | ۱۳۸۰     | فرمان                      | رودی                     | دو نقش و نویسنده                                       |
| ۲۰۰۱        | ۱۳۸۰     | بدل                        | ادوارد کاروت             | دو نقش                                                 |
| ۲۰۰۲        | ۱۳۸۱     | حادثه ترن                  | ژاک کریستف               |                                                        |
| ۲۰۰۳        | ۱۳۸۲     | در جهنم                    | کایل لوبلان              |                                                        |
| ۲۰۰۴        | ۱۳۸۳     | برخاسته از مرگ             | بن آرچر                  |                                                        |
| ۲۰۰۴        | ۱۳۸۳     | نارکو                      | روح ژان                  | حضور کوتاه                                             |
| ۲۰۰۶        | ۱۳۸۵     | یگان سرسخت                 | فیلیپ سواژ               |                                                        |
| ۲۰۰۶        | ۱۳۸۵     | دومین فرمانده              | سین کینان                |                                                        |
| ۲۰۰۶        | ۱۳۸۵     | امتحان                     | چارلز                    |                                                        |
| ۲۰۰۷        | ۱۳۸۶     | تا دم مرگ                  | آنتونی استو              |                                                        |
| ۲۰۰۸        | ۱۳۸۷     | گشت مرزی                   | جک روبیدوکس              | اولین همکاری با اسکات ادکینز.                          |
| ۲۰۰۸        | ۱۳۸۷     | جی‌سی‌وی‌دی                   | ژان کلود ون دام          | مدیر اجرایی تولید                                      |
| ۲۰۱۰        | ۱۳۸۹     | سرباز جهانی: احیا          | لوک دوراکس               | دومین همکاری با دولف لاندگرن.                          |
| ۲۰۱۱        | ۱۳۹۰     | پاندای کونگ‌فوکار ۲         | استاد کراک               | صداپیشه                                                |
| ۲۰۱۱        | ۱۳۹۰     | بازی‌های ترور               | وینست برزیل              | دومین همکاری با اسکات ادکینز و مدیر اجرایی             |
| ۲۰۱۲        | ۱۳۹۱     | رشوکی در مقابل ناپلئون     | نقش کوتاه                | فیلم کمدی روسی                                         |
| ۲۰۱۲        | ۱۳۹۱     | چشمان اژدها                | ژان لویس تیانو           | اولین همکاری با کانگ لی با پیتر ولر.                   |
| ۲۰۱۲        | ۱۳۹۱     | بی‌مصرف‌ها ۲                 | ژان ویلین (نقش منفی)     | سومین همکاری با اسکات ادکینز با دولف لاندگرن.          |
| ۲۰۱۲        | ۱۳۹۱     | سرباز جهانی: روز حساب      | لوک دوراکس               | چهارمین همکاری با اسکات ادکینز و دولف لاندگرن.         |
| ۲۰۱۲        | ۱۳۹۱     | شش گلوله                   | سامسون گال               |                                                        |
| ۲۰۱۲        | ۱۳۹۱     | بشقاب پرنده                | جورج                     |                                                        |
| ۲۰۱۳        | ۱۳۹۲     | به جنگل خوش آمدید          | استورم راثچایلد          |                                                        |
| ۲۰۱۳        | ۱۳۹۲     | دشمنان نزدیک               | زاندر                    |                                                        |
| ۲۰۱۴        | ۱۳۹۳     | گرمای کشنده                | استیلمن                  |                                                        |
| ۲۰۱۵        | ۱۳۹۴     | یک تکه گوشت (از جان گذشته) | دیوون                    | سومین همکار با ارنی بارباراش                           |
| ۲۰۱۶        | ۱۳۹۵     | کیک‌بوکسور: انتقام          | استاد دوراند             |                                                        |
| ۲۰۱۶ و ۲۰۱۷ | ۱۳۹۷     | سریال ژان کلود ون جانسون   | جانسون / خودش            | مینی سریال ویدئویی (۷ قسمتی)                           |
| ۲۰۱۷        | ۱۳۹۶     | همه‌شان را بکش              | فیلیپ                    |                                                        |
| ۲۰۱۸        | ۱۳۹۷     | کیک‌بوکسور: تلافی           | استاد دوراند             |                                                        |
| ۲۰۱۸        | ۱۳۹۷     | دریای سیاه                 | هلر                      | پنجمین همکاری با دولف لاندگرن                          |
| ۲۰۱۸        | ۱۳۹۷     | بانسر                      | لوکاس                    | فیلم فرانسوی                                           |
| ۲۰۱۹        | ۱۳۹۸     | ما جوان می‌میریم            | دنیل                     | فیلم ویدئویی آمریکایی                                  |
| ۲۰۲۱        | ۱۴۰۰     | آخرین مزدور                | ریچارد برومر             | فیلم فرانسوی                                           |
| ۲۰۲۲        | ۱۴۰۱     | ستاره فیلم رامز            | خودش                     | نمایش تلویزیونی                                        |
| ۲۰۲۲        | ۱۴۰۱     | مینیون‌ها: ظهور گرو         | صدا پیشه                 | فیلم انیمیشن                                           |
| ۲۰۲۴        | ۱۴۰۳     | تاریکی یک مرد              | راسل هیچ                 | فیلم ویدئویی آمریکایی                                  |
| ۲۰۲۴        | ۱۴۰۳     | همه‌شان را بکش ۲            | فیلیپ                    | فیلم ویدئویی آمریکایی                                  |
| ۲۰۲۵        | ۱۴۰۴     | باغبان                     | لئو                      | فیلم فرانسوی                                           |
| آینده       | نامشخص   | عشق کامل (راه عقاب)        | فرنچی                    | کارگردان، نویسنده، تهیه‌کننده و تدوین                   |
| آینده       | ...      | بی‌صدا بکش (پیش‌تولید)       | نقش اصلی                 | فیلم ایتالیایی                                         |
| آینده       | ...      | اسم من چیست؟ (پیش‌تولید)    | ژان-کلود ون دام          | انیمیشن آمریکایی                                       |